# 死神的歌謠
《死神的歌謠》是日本作家長谷川啟介所創作的輕小說，以及依此改編的動畫、漫畫、廣播劇CD以及電視劇作品。

## 概要
《死神的歌謠》以短篇的方式連載，每一篇的主角都不相同，死神「百百」與「丹尼爾」以劇情的關鍵人物登場。
除了小說以外改編了以下的多媒體作品。
廣播劇CD
廣播節目「電撃大賞」於2005年4月9日起播放廣播劇「光之奇蹟。」一共4回。隨後「光之奇蹟。」與新增的「雪中重生。」收錄廣播劇CD裡。
漫畫
2005年至2007年在白泉社少女漫畫雜誌《LaLa》與《LaLa DX》連載，由少女漫畫家和泉明日香負責作畫。漫畫單行本出版到第三冊，已完結。
動畫
電視動畫版2006年3月2日至4月6日於日本WOWOW電視台播映，全6集。2006年9月至12月，全系列在Yahoo!動畫免費下載。2007年2月16日起TOKYO MX電視台每星期五18:30重播。
電視劇
東京電視台自2007年1月8日起播放，由浜田翔子飾演百百。
動畫版與電視劇的節目的先後順序則是同樣來自電擊文庫的《仰望半月的夜空》（橋本紡著）。

## 登場人物

### 主要人物
百百（配音員：能登麻美子（廣播劇CD版）／小林晃子（動畫版））
純白色的死神，配穿鮮紅色的鞋子，異於其他死神她擁有情感，愛管閒事，常被其侍魔丹尼爾說為愛哭鬼，在其他死神中被稱為DEATH，有貶低的意味。
丹尼爾（配音員：廣橋涼（廣播劇CD版）／清水愛（動畫版））
百百的侍魔，除了尾巴末端是白色之外，毛色皆為黑色，常用大人的口氣講話，聲音卻是個小男孩。對桃愛管閒事的個性既無奈也沒辦法，不過還是很喜歡桃
闇

尼可
尼可拉斯，闇的侍魔，毛色為灰，綠眼睛，與丹尼爾為舊識。

### 次要人物
幾間大輝（配音員：菅沼久義（廣播劇CD版））

小藍

葉山誠（配音員：金田晶代（動畫版））

樋浦十色

淺野水月（配音員：甲斐田幸（動畫版））

淺野昴（配音員：木村亞希子（動畫版））

香川理胡子

原上誠剛（配音員：森田成一（廣播劇CD版））

花小金井阿波羅

## 出版書籍

### 輕小說
1. 死神的歌謠1（momo the girl god of death 「ballad」）
ISBN 978-4840223939（日文）ISBN 978-9571034614（中文）
2. 死神的歌謠2（momo the girl god of death 「my girl」）
ISBN 978-4840224919（日文）ISBN 978-9571035581（中文）
3. 死神的歌謠3（momo the girl god of death 「planet」）
ISBN 978-4840225753（日文）ISBN 978-9571036328（中文）
4. 死神的歌謠4（momo the girl god of death 「love&hate」）
ISBN 978-4840226563（日文）ISBN 978-9571036809（中文）
5. 死神的歌謠5（momo the girl god of death 「hello」）
ISBN 978-4840227568（日文）ISBN 978-957-1037387（中文）
6. 死神的歌謠6（momo the girl god of death 「everlast」）
ISBN 978-4840230420（日文）ISBN 978-957-1038179（中文）
7. 死神的歌謠7（momo the girl god of death 「twilight」）
ISBN 978-4840231214（日文）ISBN 978-957-1039244（中文）
8. 死神的歌謠8（momo the girl god of death 「starlight」）
ISBN 978-4840233446（日文）ISBN 978-957-1039862（中文）
9. 死神的歌謠9（momo the girl god of death 「gravity」）
ISBN 978-4840235139（日文）ISBN 978-957-1040868（中文）
10. 死神的歌謠10（momo the girl god of death 「call」）
ISBN 9784840237550（日文）ISBN 9789571042411（中文）
11. 死神的歌謠11（momo the girl god of death 「loop」）
ISBN 9784840241854（日文）ISBN 9789571043685（中文）
12. 死神的歌謠12（momo the girl god of death 「daniel」）
ISBN 9784048677615（日文）ISBN 9789571046259（中文）

### 漫畫
1. 死神的歌謠 1（しにがみのバラッド。 1）
ISBN 459218386X（日文）ISBN 9861188886（台灣中文）
2. 死神的歌謠 2（しにがみのバラッド。 2）
ISBN 4592183878（日文）ISBN 9861189351（台灣中文）
3. 死神的歌謠 3（しにがみのバラッド。 3）
ISBN 9784592183884（日文）ISBN 9789861002781（台灣中文）

## 動畫

### 製作人員
- 原作：長谷川啟介
- 原作插畫：七草
- 企劃：北浦宏之（WOWOW）、久米憲司（Pony Canyon Inc.）、小山直子（MediaWorks Inc.）
- 導演、音響監督：望月智充
- 系列構成、劇本：吉田玲子
- 人物設計、總作畫監督：堀內博之
- 美術監督：橋本和幸
- 美術設定：生形奈緒美
- 色彩設定：佐藤直子
- 撮影監督：沖野雅英
- 編輯：岡祐司
- 音樂：MOKA
- 製作人：石黑達也
- 動畫製作人：川人憲治郎、長谷川康雄
- 動畫製作協助：銀画屋
- 動畫製作：Group Tac Co.
- 製作：Pony Canyon Inc.

### 主題曲
片頭曲：「no one」
作詞： 作曲、編曲：凸（macado）歌手：
片尾曲：「White Messenger」
作詞：MACHA 作曲：namahage編曲：凸（macado）歌：

### 各集標題一覽
| #  | 日文標題 | 中文標題（暫譯） | 日本播出日期  |
| -- | -------- | ---------------- | ------------- |
| 01 |          | 妳的聲音。       | 2006年3月2日  |
| 02 |          | 魚的時候。       | 2006年3月9日  |
| 03 |          | 光的彼方。       | 2006年3月16日 |
| 04 |          | 秋之魔法。       | 2006年3月23日 |
| 05 |          | 螢火蟲的光芒。   | 2006年3月30日 |
| 06 |          | 心之旅。         | 2006年4月6日  |

## 廣播劇CD
死神的歌謠 
電撃hp volume36，在電擊的罐頭（電撃の缶詰）雜誌上販賣的廣播劇CD。
封入品
- 『死神的歌謠』廣播劇CD
- 長谷川啟介新加入的小說『丹尼爾的發現。』小冊子
- 特製隨身鏡。
- 原創書籤組合。

内容
- 光之奇蹟。 I feel the light (altermative ver.)
- 雪中重生。 Snow Rebirth
- 神秘軌跡。 Secret track（暫譯）

配音員
- 百百：能登麻美子
- 丹尼爾：廣橋涼
- 幾間大輝：菅沼久義
- 幾間一陽：堀之紀
- 原上聖子：森田成一
- 広日向アズリ：村田步

死神的歌謠 
電擊文庫MAGAZINE vol.1，在電擊的罐頭雜誌上販賣的廣播劇CD。
封入品
- 『死神的歌謠』廣播劇CD（廣播劇）
- 『死神的歌謠』廣播劇CD（主題曲）
- 原創書籤組合。
- 死神的便條紙

内容
- 片頭曲
- 兔子的哭泣。 Rabit in the mini mini micro world（暫譯）
- 蘇打水與透明的你。 It`s a wonderful world（暫譯）
- 片尾曲
- 神秘軌跡。 Secret track（暫譯）

配音員
- 百百：能登麻美子
- 丹尼爾：廣橋涼
- 井之上小町：小清水亞美
- 波佐間優香：名塚佳織
- 露西 / 紅眼的兔子：金田朋子

## 電視劇
電視劇版自2007年1月8日起每星期一2:00～2:30（星期二2:00～2:30）播放（第1話、第6話與第12話播放時間為2:30～3:00、第11話則是2:15～2:45）。這一部是繼《仰望半月的夜空》後電撃文庫第二部被改編為電視劇的作品。
製作人員
- 導演：寺内康太郎
- 劇本：寺内康太郎、後藤孝太郎（第5話）、木村修（第6話）、大滝朋惠（第7話）
- 製作人：大橋孝史、上野境介、川島正規
- 主題曲：sacra「閃光」
- 片尾曲：TRICERATOPS「No Surprises」
- 製作：
- 提供：
- 製作公司：
- 服裝：

主題歌
sacra「閃光」
演員
- MOMO：濱田翔子
- 丹尼爾：吉田里琴

各集標題一覽與登場演員
| 集數 | 日文標題 | 中文標題（暫譯）                                         | 登場演員                                           |
| ---- | -------- | -------------------------------------------------------- | -------------------------------------------------- |
| 01   |          | 死神。奇妙的白色死神。                                   | 南圭介、入船加澄實                                 |
| 02   |          | 七月了嗎？。Tuesday,7th July                             | 齊藤夢愛、牧田哲也                                 |
| 03   |          | 虛偽的天空下。Nothing blue sky                           | 加地千尋、綠友利惠                                 |
| 04   |          | 沒有水的泳池。Pool Side Girl                             | 若葉龍也、仲村美羽、熊谷知花、武田真理子           |
| 05   |          | 光之奇蹟。I feel the light                               | 中村蒼                                             |
| 06   |          | 雪中重生。Snow Rebirth                                   | 小野明日香、夏生優奈、牧田哲也                     |
| 07   |          | 玻璃彈珠與陽光彼端。 children on that hybridrainbow 前篇 | 佐藤健、秋山奈奈、高橋伸明、渡邊江里子、外波山文明 |
| 08   |          | 玻璃彈珠與陽光彼端。 children on that hybridrainbow 後篇 | 佐藤健、秋山奈奈、高橋伸明、渡邊江里子、外波山文明 |
| 09   |          | 悲傷與白色善良的盡頭。girrafe tears                      | 真島秀和、長澤奈央、小野麻亞矢                     |
| 10   |          | 傷痕上的花朵。Low Blood Pressure                         | 中村優一、南明奈                                   |
| 11   |          | 失去的回憶。Lost memories                                | 牧口元美、                                         |
| 12   |          | 死神的歌謠。Momo the girl god of death                   | 小林高鹿                                           |

## 漫畫
漫畫版從2005年至2007年在白泉社少女漫畫雜誌《LaLa》與《LaLa DX》連載。由少女漫畫家和泉明日香負責作畫。台灣的中文版由東立出版社所代理發行，香港、澳門地區的中文版是由天下出版社所代理發行。
- 第一冊（2006年3月4日）
  - 序曲。（プロローグ。）
  - 傷痕之花。[1]（2005年「LaLa DX」9月號）
  - 沒有水的游池。（水のないプール。）（2005年「LaLa」7月號）
  - 昨天與明天的那一處。（きのうとあしたの其処らへん。）（2005年「LaLa DX」11月號）

- 第二冊（2006年8月5日）
  - Snow Rebirth。[2]（2006年「LaLa DX」1月號）
  - 那個時候這個時候、長柄刷子。（あのときそのとき、でっきぶらし。）（2006年「LaLa DX」3月號）
  - 西瓜與星之種子。（スイカと星の種子。）（2006年「LaLa」5月號）
  - 七月七日。[3]（2006年「LaLa DX」7月號）

- 第三冊（2007年6月10日）
  - 螢火蟲之光。（ホタルノヒカリ。）（2006年「LaLa DX」9月號）
  - 這女孩與那女孩、我的女孩。（このこどこのこ、このこねこ。）（2006年「LaLa DX」11月號）
  - 妳出生的夏天的結束。（キミが生まれた夏の終わり。）（2007年「LaLa DX」1月號）
  - 妳的聲音。（きみのこえ。）（2007年「LaLa DX」3月號）

## 外部連結
- 官方網站（日語）
- 動畫版官方網站（日語）
- 電視劇版官方網站 （页面存档备份，存于）（日語）
- BANDAI CHANNEL的介紹 （页面存档备份，存于）（日語）

| 日本 WOWOW 星期四24:30節目      | 日本 WOWOW 星期四24:30節目                     | 日本 WOWOW 星期四24:30節目 |
| ------------------------------- | ---------------------------------------------- | -------------------------- |
|                                 | 死神的歌謠（動畫） （2006年3月 - 2006年4月）   |                            |
| 仰望半月的夜空（動畫）          | The Third～蒼之瞳的少女～                      |                            |
| 日本 東京電視台 星期一26:00節目 |                                                |                            |
| 仰望半月的夜空（電視劇）        | 死神的歌謠（電視劇） （2007年1月 - 2007年3月） |                            |
| 日本 TOKYO MX 星期五18:30節目   |                                                |                            |
| 仰望半月的夜空（重播）          | 死神的歌謠（重播） （2007年1月 - 2007年3月）   | 英國戀物語艾瑪 第二幕      |